# Údolské skalky
Údolské skalky je přírodní památka v oblasti PIENAP.
Nachází se v katastrálním území obce Údol v okrese Stará Ľubovňa v Prešovském kraji. Území bylo vyhlášeno či novelizováno v roce 1989 na rozloze 0,7549 ha. Ochranné pásmo nebylo stanoveno.